# Thomas Müller (Psychologe)

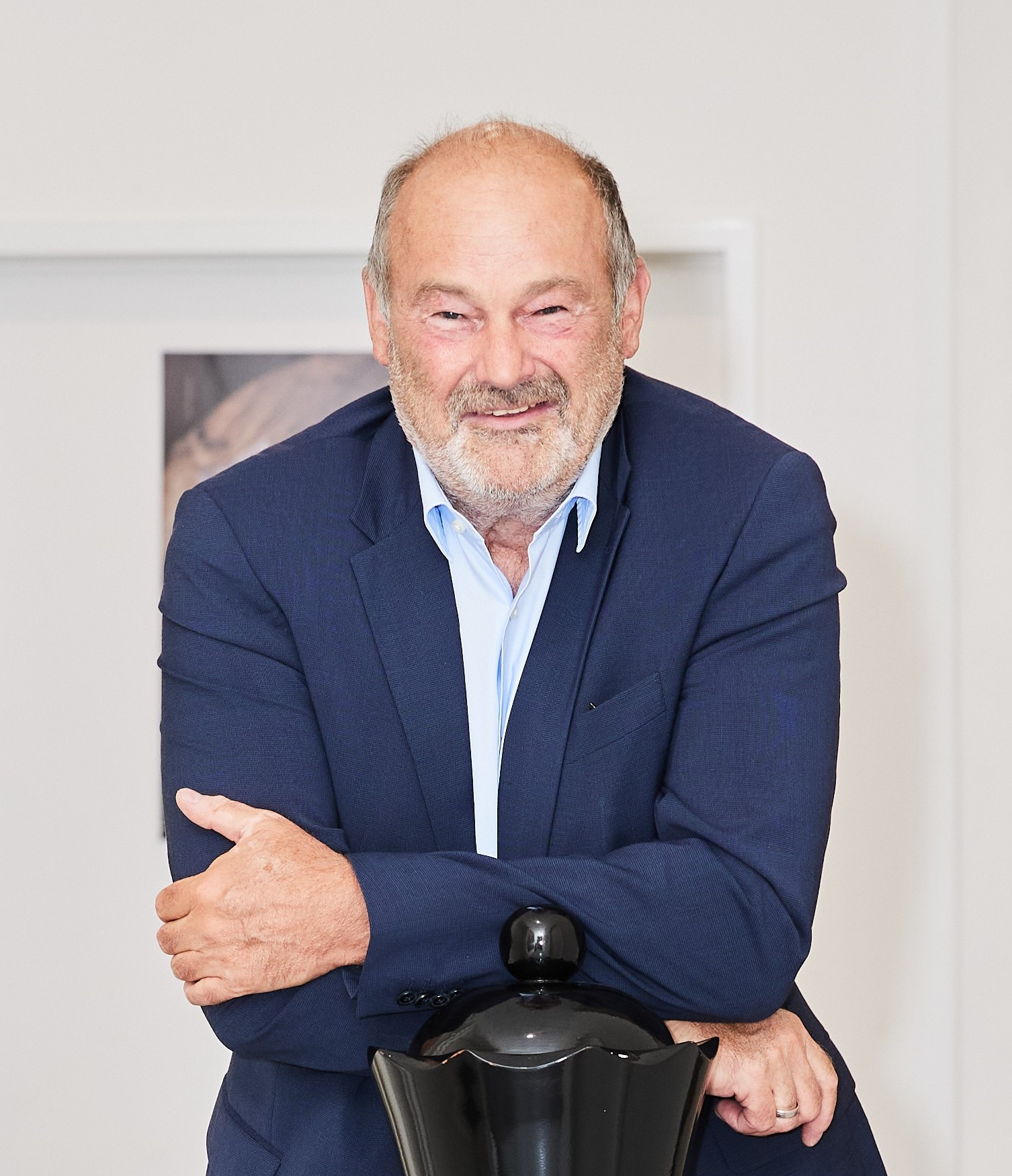
Thomas Müller (2024)

Thomas Müller (* 4. August 1964 in Innsbruck) ist ein österreichischer Kriminalpsychologe, Fallanalytiker und Buchautor. Zu seinen Ausbildern zählte unter anderem der amerikanische FBI-Profiler Robert Ressler. Müller befasst sich insbesondere mit der Analyse von Serienmördern, deren Persönlichkeitsmerkmale er in Fortbildungen auch mit Kriminalpsychologen und Tatortspezialisten erörtert.

## Berufslaufbahn
Die Grundausbildung für Sicherheitswachebeamte in der Bundespolizeidirektion Innsbruck bildete 1982 Müllers Einstieg in die Polizeiarbeit. Nach seiner Dienstprüfung versah er mehrere Jahre seinen Dienst als uniformierter Polizist am Innsbrucker Hauptbahnhof. Nebenbei studierte Müller Psychologie und beendete das Studium 1991 als Mag. phil. an der Universität Innsbruck. 1993 begann er im Innenministerium den Kriminalpsychologischen Dienst aufzubauen. 2001 promovierte er zum Dr. rer. nat. im Bereich Kriminalpsychologie / Forensische Psychiatrie.
Müller absolvierte Spezialausbildungen im Bereich der Strafrechtspflege, der Kriminologie und der Verbrechensanalyse. Er erhielt Lehraufträge und hielt Vorträge an verschiedenen Einrichtungen und Universitäten im deutschsprachigen Raum, in weiteren Ländern Europas sowie in Amerika, Südafrika und Australien.
Operative Fallanalyse sowie die Auswertung von Tatortinformationen sind Schwerpunkte in Müllers Arbeit als Kriminalpsychologe. Durch die Dokumentation von Indizien, die auf das Täterverhalten hindeuten, und Gespräche mit Schwerverbrechern hilft Müller bei der Rekonstruktion von Tatabläufen und den zu Grunde liegenden Motiven.
Durch seinen Kontakt zum FBI und einen Lehraufenthalt in den Vereinigten Staaten bei Spezialisten der Kriminalpsychologie qualifizierte er sich weiter. Ressler vertrat bereits früh die Ansicht, Psychologen sollten Straftäter gezielt befragen, um Hintergrundwissen über Tatabläufe erkennen und im Fallvergleich auch auf ungelöste Fälle anwenden zu können.
Er war unter anderem bei der Ermittlung der Serientäter Jack Unterweger in Österreich, Horst David, Lutz Reinstrom und Frank Gust in Deutschland, Mischa Ebner in der Schweiz und Moses Sithole in Südafrika beteiligt.
Das deutsche Bundeskriminalamt lud ihn mehrfach zur Zusammenarbeit ein, nachdem sich 16 der 18 Aussagen als zutreffend erwiesen hatten, die er über Franz Fuchs getroffen hatte, den Attentäter, der allein hinter der rechtsextremen „Bajuwarischen Befreiungsfront“ stand.
In den von Müller angebotenen Seminaren geht es darum, Verhalten, Denkstrukturen und Handlungsmuster zu erkennen und angemessen zu interpretieren. Er spricht über die Grundzüge der Kriminalpsychologie, die sich mit den methodischen Grundsätzen einer empirisch abgesicherten Tatortanalyse, sowie der Verhaltensbeurteilung unbekannter Täter beschäftigt. Er zeigt auf, welchen Mehrwert eine psychologische Beurteilung von Persönlichkeiten bietet, sodass die richtigen Personen an der richtigen Stelle im Unternehmen eingesetzt werden können, Fluktuation verhindert wird und sich Organisationen für Bewerber interessanter präsentieren können. Auch Ursache, Wirkung und Prävention von Arbeitsplatzkriminalität (workplace violence) sind Themen in seinen Vorträgen. Erkenntnisse der Kriminalpsychologie zum Thema Arbeitsplatzkriminalität geben die Möglichkeit, sensible Bereiche durch eine saubere Analyse der Persönlichkeiten besser zu schützen und im Ereignisfall objektiver und interdisziplinärer darauf zu reagieren. Die größte Gefahr für ein Unternehmen geht im Prinzip von denjenigen Personen aus, die es von innen kennen.

## Beschäftigung mit der Operativen Fallanalyse
Thomas Müller beschreibt in seinem Buch Bestie Mensch die Methode der Operativen Fallanalyse, mit deren Hilfe auf einen bestimmten Täter Rückschlüsse gezogen werden sollen, die der Kriminalistik verborgen bleiben würden. Diesen Ansatz verfolgt Thomas Müller, anfangs auch im Kontakt mit dem inzwischen verstorbenen FBI-Kriminalpsychologen Robert Ressler. Mit Kriminalpsychologie allein könne man niemals ein Verbrechen klären oder lösen, so Müller. Sie versuche das „Warum“ zu klären, nicht das „Wie“. Sie suche die Stärken und Schwächen des Täters heraus und arbeite dabei mit der forensischen Psychiatrie, die sich im Gegensatz zur Kriminalpsychologie mit der Person des Täters befasst, eng zusammen.
In Bestie Mensch berichtet Müller auch über die Ergebnisse eines Workshops, bei dem die Gefährlichkeit eines Täters anhand des Gerichtsurteils oder anhand der Tatortdetails getroffen wird. Er kam dabei zu dem Ergebnis, dass Kriminalpsychologen – ohne Wissen um bizarre Tatortdetails (wie das Platzieren eines Hühnereis zwischen den freigelegten Gedärmen des Opfers) – geneigt sind, die Gefährlichkeit eines entsprechenden Täters zu unterschätzen. Die Fehleinschätzung ist noch wahrscheinlicher, wenn der Tathergang vom Täter in der Verhandlung mit eigenen Worten verharmlost wird, indem er beispielsweise eine Übertötung des Opfers leugnet, diese aber anhand der Tatortmerkmale klar erkennbar gewesen wäre.

## Medienpräsenz
Die von Müller vertretenen Ansichten und angewendeten Methoden sind nur teilweise durch wissenschaftliche Erkenntnisse abgesichert und nach entsprechenden Kriterien gewonnen. Daher wird seine Vorgehensweise teils heftig kritisiert, wobei einige Kritiker ihm (in der Zeit) Unwissenschaftlichkeit, mangelnde Seriosität und die Tatsache, dass er keine wissenschaftlichen Veröffentlichungen zu dem Thema publiziert hat, vorwerfen.
Als Experte für Sexualmörder wurde Müller sowohl als Berater für Dokumentationen hinzugezogen als auch in Interviews befragt. Dabei wird oft die Frage nach der Gefährlichkeit von Straftätern und ihrem Gewaltpotenzial nach Jahren im Strafvollzug erörtert. Müller hält es für problematisch, dass die Gefängnispsychologen zwar Zugriff auf die Gerichtsurteile haben, nicht aber auf Tatortberichte und andere Ermittlungsdetails, die zusätzliche Rückschlüsse hinsichtlich der Persönlichkeit des Täters und Aussagen über seine Gefährlichkeit erleichtern könnten. Dabei kann das Wissen über Tatablauf und zu Grunde liegende Fantasien der Täter wertvoll für die Aufklärung weiterer Verbrechen sowie Präventionsarbeit sein.

## Fernsehauftritte
Anfang 2010 war Müller in der insgesamt sechsteiligen Sat.1-Dokumentation Urteil Mord – Spurensuche hinter Gittern zu sehen, in der er den jeweiligen Tathergang zu sechs deutschen Mordfällen rekonstruierte und mit den verurteilten Mördern im Gefängnis sprach.
Im Jahr 2018 beteiligte sich Müller an einer Dokumentation des SWR, in der es darum ging, die Besonderheiten von Straftaten zu erkennen und diese Mustern zuzuordnen, die für die Ergreifung des Täters hilfreich sein können. Dabei geht es auch darum, wie von Tätern in Gesprächen gewonnenes Wissen dazu beiträgt, Spuren und Hinweise am Tatort richtig zu deuten.
Müller ist seit Mai 2021 in der TVNOW-Original-Serie Der Rhein-Ruhr-Ripper Frank Gust – Das Leben eines Serienmörders als am Fall beteiligter Kriminalpsychologe und FBI-Profiler zu sehen, in der er Einblicke in die Psychologie von Frank Gust und dessen Entwicklung gibt.

## Werke
Bücher
- Bestie Mensch. Tarnung – Lüge – Strategie. Ecowin, Salzburg, 2004, ISBN 978-3-902404-05-3, sowie Rowohlt Verlag, Hamburg, 2006, ISBN 3-499-62092-8.
- Gierige Bestie. Erfolg – Demütigung – Rache. Ecowin, Salzburg, 2006, ISBN 978-3-902404-32-9

Artikel, Beiträge
- IMAGO 300 – Excerpt from the Preliminary Report. Seite 175–199, in Methods of Case Analysis. International Symposium. Bundeskriminalamt Wiesbaden
- Einführung in die kriminalpsychologische Tatortanalyse (Teil 1). In: SIAK-Journal – Zeitschrift für Polizeiwissenschaft und polizeiliche Praxis (1), 2006, S. 14–21. doi:10.7396/2006 1 B
- Einführung in die kriminalpsychologische Tatortanalyse (Teil 2). In: SIAK-Journal – Zeitschrift für Polizeiwissenschaft und polizeiliche Praxis (2), 2006, S. 3–7. doi:10.7396/2006 2 A
- Einführung in die kriminalpsychologische Tatortanalyse. Fallbeispiel der Bajuwarischen Befreiungsarmee (BBA) (Teil 3). In: SIAK-Journal – Zeitschrift für Polizeiwissenschaft und polizeiliche Praxis (3), 2006, S. 30–38. doi:10.7396/2006 3 D
- Einführung in die kriminalpsychologische Tatortanalyse (Teil 4). In: SIAK-Journal – Zeitschrift für Polizeiwissenschaft und polizeiliche Praxis (4), 2006, S. 37–43. doi:10.7396/2006 4 D